# Dream of Me
Dream of Me is een nummer van de Britse band Orchestral Manoeuvres in the Dark. Het is de tweede single van hun negende studioalbum Liberator uit 1993. Op 5 juli dat jaar werd het nummer op single uitgebracht.

## Achtergrond
"Dream of Me" werd een kleine hit in thuisland het Verenigd Koninkrijk, het Nederlandse taalgebied en Duitsland. In het Verenigd Koninkrijk haalde het de 17e positie. In de Nederlandse Top 40 bereikte het de 17e positie, en in de Vlaamse Radio 2 Top 30 de 23e.